# Союз селян і зелених Литви
Спілка селян і зелених Литви (лит. Lietuvos valstiečių ir žaliųjų sąjunga, LVŽS) — політична партія аграріїв у Литві, очолювана промисловим фермером Рамунасом Карбаускісом.
Основний фокус партії - «соціальна солідарність та ліві ідеї». Вона критикує праві партії за антиросійські настрої, а також за традиційний поділ на «колишніх комуністів і антикомуністів». LVŽS, за її словами, не є ні посткомуністичною, ні антикомуністичною. У соціальному плані партія виступає з дещо консервативними закликами, обіцяючи підтримувати «традиційні» цінності, боротися проти алкоголю і за «тверезий спосіб життя», а також захищати литовську мову.

## Історія
У лютому 2006 року Литовська селянська партія (лит. Lietuvos valstiečių partija), очолювана Казимирою Прунскене, і партія Нова демократія (лит. Naujosios demokratijos partija) вирішили перейменувати себе. Раніше їх союз був відомий як Союз партій селян і нової демократії (лит. Valstiečių ir Naujosios demokratijos partijų sąjunga) — така назва випливала з її походження як передвиборчого альянсу між цими двома партіями, які об'єдналися для формування литовської Спілки селян-народників.
У січні 2012 року змінила свою назву на Союз селян і зелених Литви.

## Результати виборів
На виборах до Європарламенту 2004 року партія отримала 7,4 % голосів і отримала одне місце, депутат який вступив в групу Союз за Європу Націй.
Кандидат партії К. Прунскене отримала 21,4 % голосів у першому турі і 47,4 % у другому турі президентських виборів 2004 року.
На парламентських виборах 2004 року партія отримала 6,6 % голосів виборців і 10 з 141 місць.
На парламентських виборах 2008 року партія пережила важкі втрати, набравши лише 3 із своїх попередніх 10 місць у Сеймі і 3,74 % національного голосування, продовжуючи перебувати в опозиції.
На виборах до Європарламенту 2009 року партія отримала всього лише 1,82 % і втратила своє представництво.
На парламентських виборах 2012 року партія отримала 3,88 %, при цьому втративши ще два місця в Сеймі, порівняно з минулими виборами — представництво обмежилося єдиним представником в Сеймі.
У виборах до Європарламенту 2014 року партія набирає 6,25 % голосів, забезпечуючи собі там одне місце. Після виборів партія оголосила про розгляд питання про приєднання до фракції Європарламенту європейської народної партії. Тим не менш, євродепутат приєднався до групи Зелені — Європейський вільний альянс (зелені-ЕСА).
На парламентських виборах 2016 року отримала 50 % мажоритарних місць і 21,6 % по загальнонаціональному округу (19 місць за пропорційним округом, та 35 місць за мажоритарними округами).

## Відомі члени
- Казимира Дануте Прунскене